# Юоксенги
Юоксенги (швед. Juoksengi, фин. Juoksenki) — населённый пункт на северо-востоке Швеции. Расположен в коммуне Эвертурнео лена Норрботтен. Находится на реке Турнеэльвен, на границе с Финляндией. На финской стороне границы имеется деревня Юоксенки. До проведения границы в 1809 году деревни составляли единый населённый пункт.
Население по данным на 2010 год составляет 350 человек; по данным на 2000 год оно насчитывало 430 человек. Через деревню проходит Северный полярный круг.

## Население
| Год  | Население |
| ---- | --------- |
| 1970 | 628       |
| 1975 | 481       |
| 1980 | 444       |
| 1990 | 464       |
| 1995 | 460       |
| 2000 | 430       |
| 2005 | 401       |
| 2010 | 350       |

Источник: